# Néron et Messaline
Pour plus de détails, voir Fiche technique et Distribution.
Néron et Messaline (Nerone e Messalina) est un film italien réalisé par Primo Zeglio, sorti en 1953.

## Fiche technique
- Titre original : Nerone e Messalina
- Titre français : Néron et Messaline ou Néron, tyran de Rome[1]
- Réalisation : Primo Zeglio
- Scénario : Primo Zeglio, Paolo Levi, Fulvio Palmieri et Riccardo Testa d'après le livre de David Bluhmen
- Photographie : Mario Albertelli et Tonino Delli Colli
- Montage : Giancarlo Cappelli
- Musique : Ennio Porrino
- Pays d'origine :  Italie
- Format : Noir et blanc - 1,37:1 - Mono
- Genre : Drame, péplum, biopic[1]
- Date de sortie :
  - Italie : 28 août 1953
  - France : 17 septembre 1954[1]

## Distribution
- Gino Cervi : Néron
- Paola Barbara : Agrippine la Jeune
- Yvonne Sanson : Statilia Messalina
- Milly Vitale : Atte
- Jole Fierro : Poppée
- Bella Starace Sainati : Locusta
- Ludmilla Dudarova : Messaline
- Carlo Giustini : Britannicus
- Memmo Carotenuto
- Lamberto Picasso : Sénèque
- Silvana Jachino : Eunike
- Renzo Ricci : Pétrone
- Carlo Tamberlani : Tigellin
- Corrado Annicelli
- Loris Gizzi : Decius Metellus